# Stânga regresivă

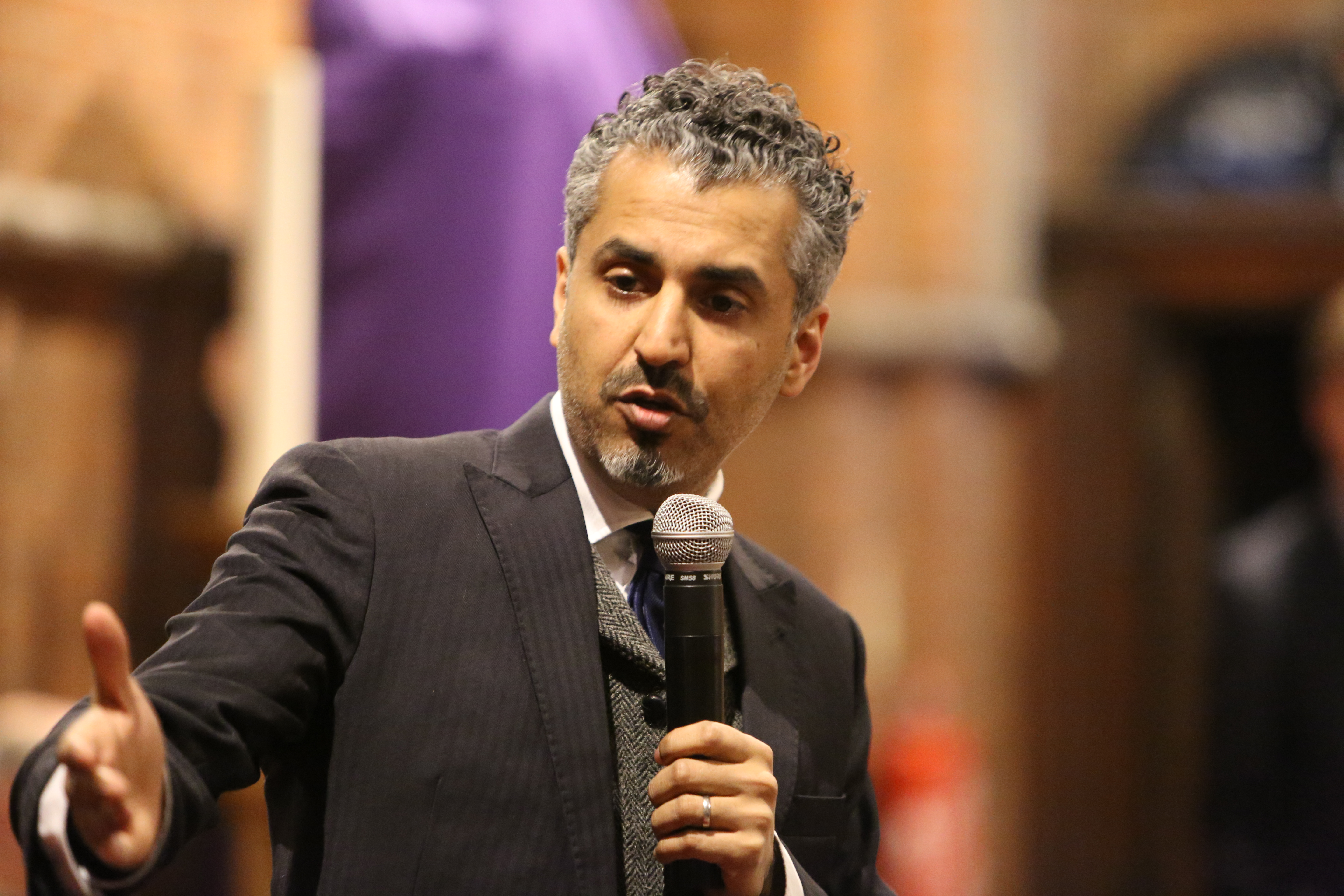
Maajid Nawaz, autorul termenului.

Stânga regresivă (în engleză Regressive left) este un epitet politic utilizat de către anumiți comentatori politici pentru a caracteriza în mod negativ o secțiune a stângii politice pe care o acuză a fi regresivă din punct de vedere politic (spre deosebire de cea progresivă) prin tolerarea principiilor și ideologiilor non-liberale de dragul multiculturalismului.
În contextul specific al multiculturalismului, activistul liberal britanic Maajid Nawaz a folosit termenul în 2012, în memoriile sale Radical: My Journey out of Islamist Extremism („Radical: Călătoria mea din extremismul islamist”), pentru a descrie „liberalii bine intenționați și persoanele orientate ideologic spre stânga politică” din Marea Britanie, care naiv „i-au tolerat” pe islamiști și au ajutat ideologia islamistă să obțină o acceptarea în societatea britanică. 
Într-o prezentare video din 2015 pe forumul web Big Think, Nawaz a elaborat sensul termenului, menționând că acesta descrie „o secțiune de stânga”, care are, în opinia sa, „o ezitare inerentă să conteste unele dintre bigotismele⁠(en)[traduceți] care pot apărea în cadrul comunităților minoritare [...] de dragul corectitudinii politice, de dragul tolerării a ceea ce ei cred că reprezintă alte culturi și respectând diferențele de stiluri de viață”.